# Yoshishige Saitō
 (août 2016).
Yoshishige Saitō (斎藤 義重, Saitō Yoshishige) est un peintre, auteur d'installations, Figuratif puis abstrait, japonais du XXe siècle, né le 4 mai 1904 à Tokyo et mort à Tokyo en 2001.

## Biographie
C'est encore très jeune qu'il rencontre dans son école l'artiste Nakashino Toshio et commence à peindre à l'huile, puis une exposition de peinture futuriste italienne le confirme dans sa vocation. Jusqu'à l'âge de trente ans, il ne pratique presque pas la peinture, plutôt attiré par la littérature internationale. Les bouleversements qui secouent le Japon de la défaite militaire et de l'occupation américaine, qui prend les aspects d'une américanisation galopante, à la façon historique de la pax romana, le désespèrent dans son sens traditionnel d'un mode de vie spécifiquement japonais. Après avoir essayé d'exprimer son amertume à travers ses peintures, il adopte une attitude que l'on peut dire plus d'absence que de refus. Il cesse de peindre pendant cinq ans, se retirant du groupe Bijutsu Bunka Kyokai (mouvement engagé se réclamant en partie du surréalisme, dont il a été l'un des fondateurs, après avoir tenté de convaincre ses membres de le dissoudre complètement.
En 1954, il se produit un évènement de grande importance pour son mode de vie et son évolution, il se fixe dans le village de pêcheurs proche de Tokyo, Urayasu. Au début il continue de ne pas peindre observant les hommes, la mer, et les grèves qu'elle découvre en se retirant. Il veut consigner ses réflexions dans trois romans qui restent inachevés. Il est professeur au Collège d'Art Tama (Tokyo) de 1964 à 1973, puis voyage en Europe essayant de reconstituer ses œuvres de la fin des années 1930 détruites pendant la guerre. Il rejoint le Centre d'avant-garde de peinture occidentale de Surugadai où il travaille avec Harue Koga et Seiji Tōgō.

## Expositions en groupe
En 1936, il commence à exposer au Salon Nika-Kai à Tokyo. Il participe à des expositions collectives de 1939 à 1953 avec le groupe culturel Bijutsu Kyokai — 1957 Nouveaux Artistes d'aujourd'hui avec Work n⁰ 2 au Japon — 1958, 1982 Carnegie International au Carnegie Institute à Pittsburgh — 1959, 1961, 1985 Biennale de São Paulo — 1960 Biennale de Venise et Guggenheim International au Musée Solomon R. Guggenheim de New York — 1963 Ier Salon international des galeries pilotes du monde à Lausanne — 1965 Kunsthaus de Zurich — 1966, 1973 Museum of Modern Art de New York — 1968, 1973 National Museum of Modern Art de Tokyo — 1970 Museum of Fine Arts d'Osaka — 1974 Kunsthalle de Düsseldorf — 1975 Musée d'art moderne Louisiana — 1976, 1981, 1984 Metropolitan Art Museum de Tokyo — 1983 Musée Rath et Musée d'art et d'histoire de Genève — 1985 Gallery of Modern Art d'Oxford — 1986 Japon des Avant-Gardes 1910-1970 au Centre Georges Pompidou à Paris — 1989 Europalia 89 au musée d'Art moderne de Bruxelles avec Yamaguchi Takeo (1902-1983).

## Expositions personnelles
Au Japon il montre ses œuvres dans de nombreuses expositions personnelles: en 1958, 1960, 1962 (...), 1980, 1991, à Tokyo — 1965 Kunstverein de Fribourg — 1978 National Museum of Modern Art de Tokyo — depuis 1986 à la galerie Annely Juda Fine Art de Londres — 1984 exposition itinérante au Japon — 1989 Moderne Kunst de Bâle — 1993 deux retrospectives intitulées Yoshishige Saitō - Temps, espace, bois au musée d'art de Yokohama et au musée d'Art moderne de Tokushima.

## Récompenses et distinctions
Il remporte de nombreuses récompenses: 1957 prix à la IVe Exposition internationale du « Mainichi » avec Oni (Démon) — 1958-1959 prix AICA à Paris avec Peinture E — 1960 premier prix de l'Exposition des artistes contemporains japonais et prix Guggenheim à New York — 1959 prix de peinture et 1961 prix de la peinture internationale à la Biennale de São Paulo avec Work n⁰ 10 — 1963 Grand prix de la Biennale de Tokyo — 1965 à 1967 prix de l'exposition La Nouvelle Peinture et Sculpture au Japon aux États-Unis — 1984 Prix Asahi.

## Son parcours
Il débute dans une tradition néo-cubo-futuriste, s'opposant alors à la vogue du surréalisme. En 1930, il commence à utiliser divers matériaux, éléments clé de sa peinture pendant toute sa carrière. Il crée des reliefs en mélangeant des pigments et en appliquant cette pâte directement sur du bois, s'intéressant aux principes constructivistes. Dans les années de l'immédiat après-guerre, toujours pauvre et ignoré, il peint dans une manière tenant à la fois du surréalisme et d'une pré-abstraction. De 1954 à 1957, il cesse de peindre; il recommence à Urayasu, trouvant dans la drôlerie des habitants de ce village — qui ont la réputation d'animateurs de fêtes endiablées et sont souvent appelés à ce titre — la manifestation de l'esprit ancestral. Il réalise d'abord des évocations encore lisibles, dont les titres indiquent clairement la source : Village de pêcheurs - Pêcheurs et Oni, personnages de légendes de l'Extrême-Orient, sorte de démon mais rempli d'humour. Dans ses dernières œuvres encore figuratives, les éléments prélevés de la réalité ou de la légende sont souvent écrits d'une façon elliptique nous rappelant opportunément que les caractères idéogramatiques de l'écriture chinoise sont à l'origine, également tirés schématiquement de la représentation qu'ils désignent, comme le montre bien après d'autres, Paul Claudel.

## Style et technique personnels
À partir de cette période, Saitō parvient à la plénitude de ses moyens et sa peinture présente ensuite une grande unité de style. Ayant rejeté les dernières traces de figuration qui subsistent encore dans son vocabulaire formel, il fonde désormais tout son langage sur l'inépuisable réserve expressive de la calligraphie extrême-orientale dans la perfection de son geste et non dans sa signification. Il puise également aux sources des matérialisations les plus traditionnelles de la civilisation japonaise, terres et émaux rustiques des « chawans » (bols pour la cérémonie du thé) de la plus lointaine antiquité, sceaux utilisés autrefois par les seigneurs pour transmettre leurs missives, etc., présageant alors la démarche que va bientôt suivre son compatriote et contemporain Key Sato.
Exprimant diverses techniques et divers matériaux, tachisme, coulures automatisme, incisions à la perceuse dans le support — panneau de bois et non plus toile —, couleur à la cire, matières plastiques, etc. Saitō se laisse apparemment porter par la spécificité des processus, attentif à l'éclosion des lignes sous la gouge, sous le perceuse, guettant le moment où les taches se mêlant prennent forme; en réalité il est là qui guette, qui sait subtilement orienter le hasard, effet de sa décision en accord avec les forces de l'univers : « Je n'arrête pas mes formes à moi. Plutôt que de m'enfermer dans la forteresse que sont mes formes, je pense plutôt à les détruire... Ce qui m'importe le plus, ce n'est pas la forme en tant que résultat, c'est d'inscrire les traces du processus qui lui donne naissance ».

## Son influence
Dans les années quatre-vingt, il réalise des installations qui mettent en scène le contraste des formes géométriques en bois laqué, l'équilibre et la rigueur de la composition. Il est l'un des rares artistes japonais à être attiré de bonne heure par les expressions plastiques contemporaines et à pratiquer l'abstraction relativement tôt. À ces titres, il joue un rôle important dans l'évolution artistique d'un Japon, en maintenant la pratique de la calligraphie et du dessin traditionnels, et d'autre part, sacrifiant au pire art paysagiste d'ameublement venu d'Occident. Son œuvre, à la fois peinture et sculpture, n'est pas immédiatement accepté par le public.

## Musées
Sa peinture est présente dans les Musées: Fukuoka (Art Mus.) — Gifu (Mus. of Fine Art) — Houston (Mus. of Fine Art) — Kamakura (Mus. of Mod. Art) — Kanagawa (Mus. of Mod. Art) — Kurashiki (Mus. d'Art Ohara): Œuvre 13 1961 — Kyoto (Nat. Mus. of Mod. Art) — Nagaoka (Mus. of Contemporary Art) — Ohara (Mus. of Art) — Osaka (Nat. Mus. of Art) — Otterlo (Rijksmus. Kröller-Müller) — Tokyo (Mus. nat. d'Art Mod.): Asymétrie, carré n⁰ 1 et 2 — Tokyo (Metropolitan Art Mus.) — Toyama (Mus. of Mod. Art).